# Hedera canariensis
Hedera canariensis är en araliaväxtart som beskrevs av Carl Ludwig Willdenow. Hedera canariensis ingår i släktet Hedera och familjen Araliaceae. Inga underarter finns listade.

## Bildgalleri

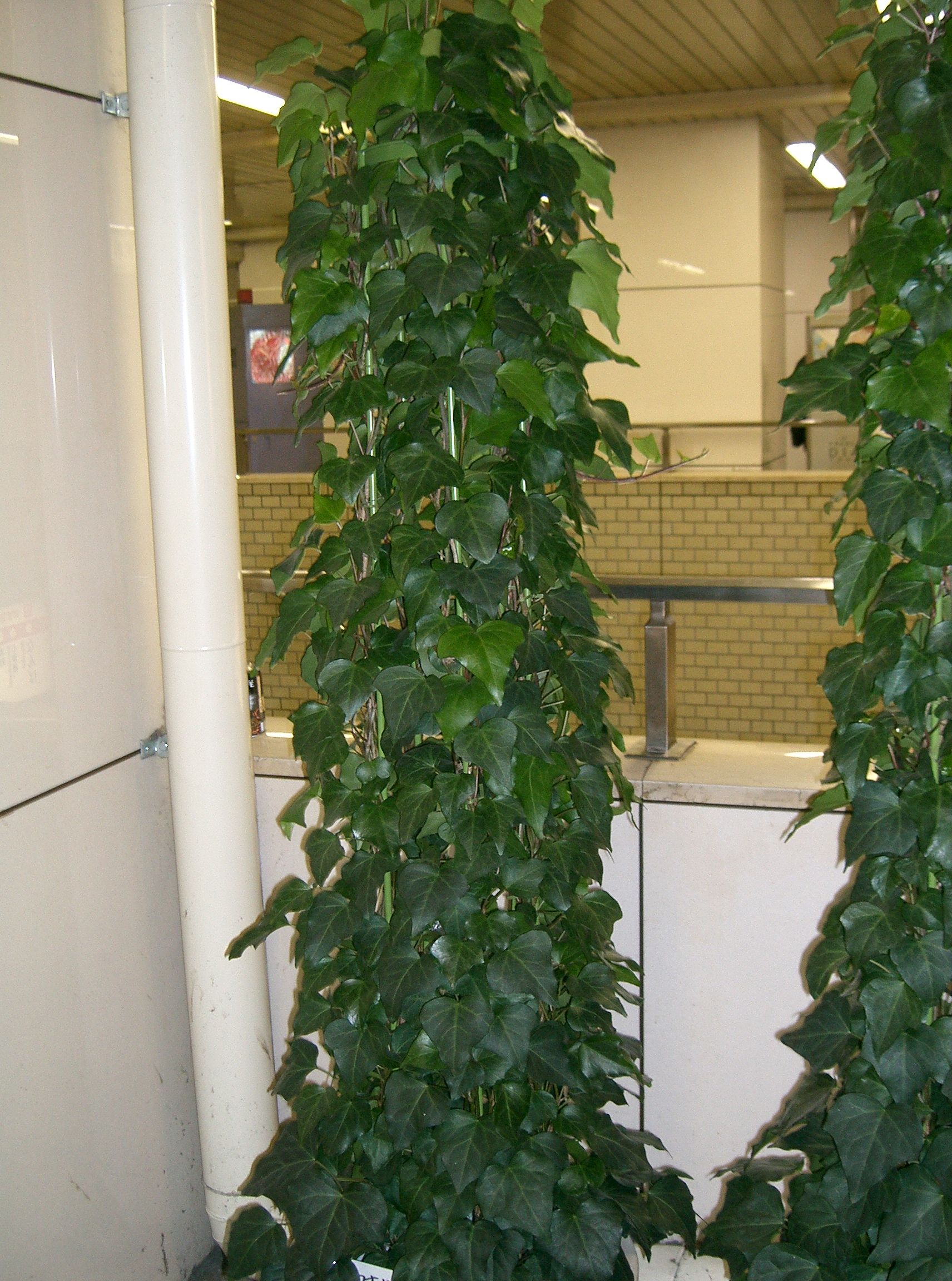
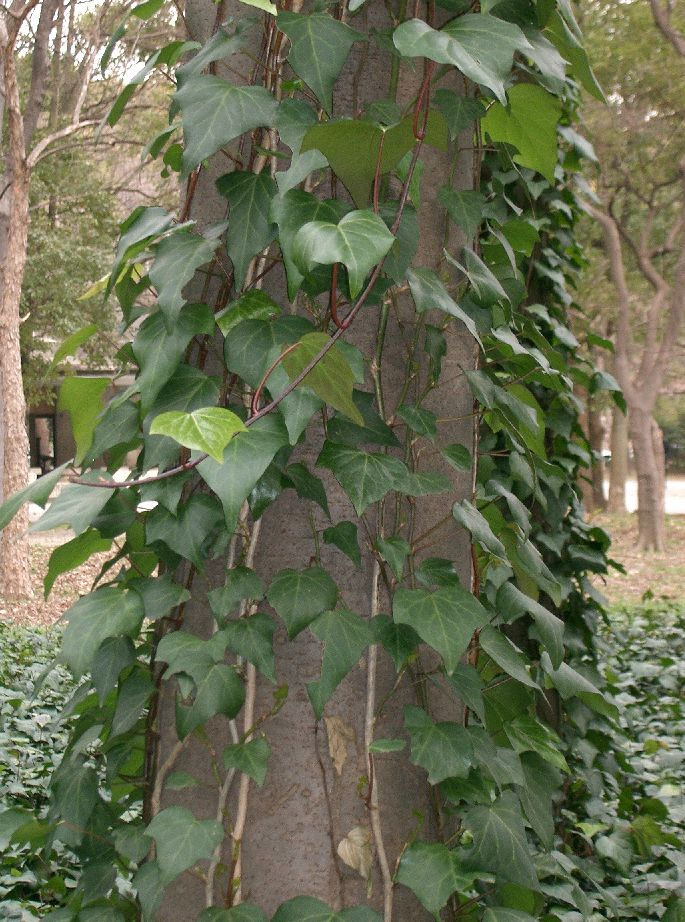
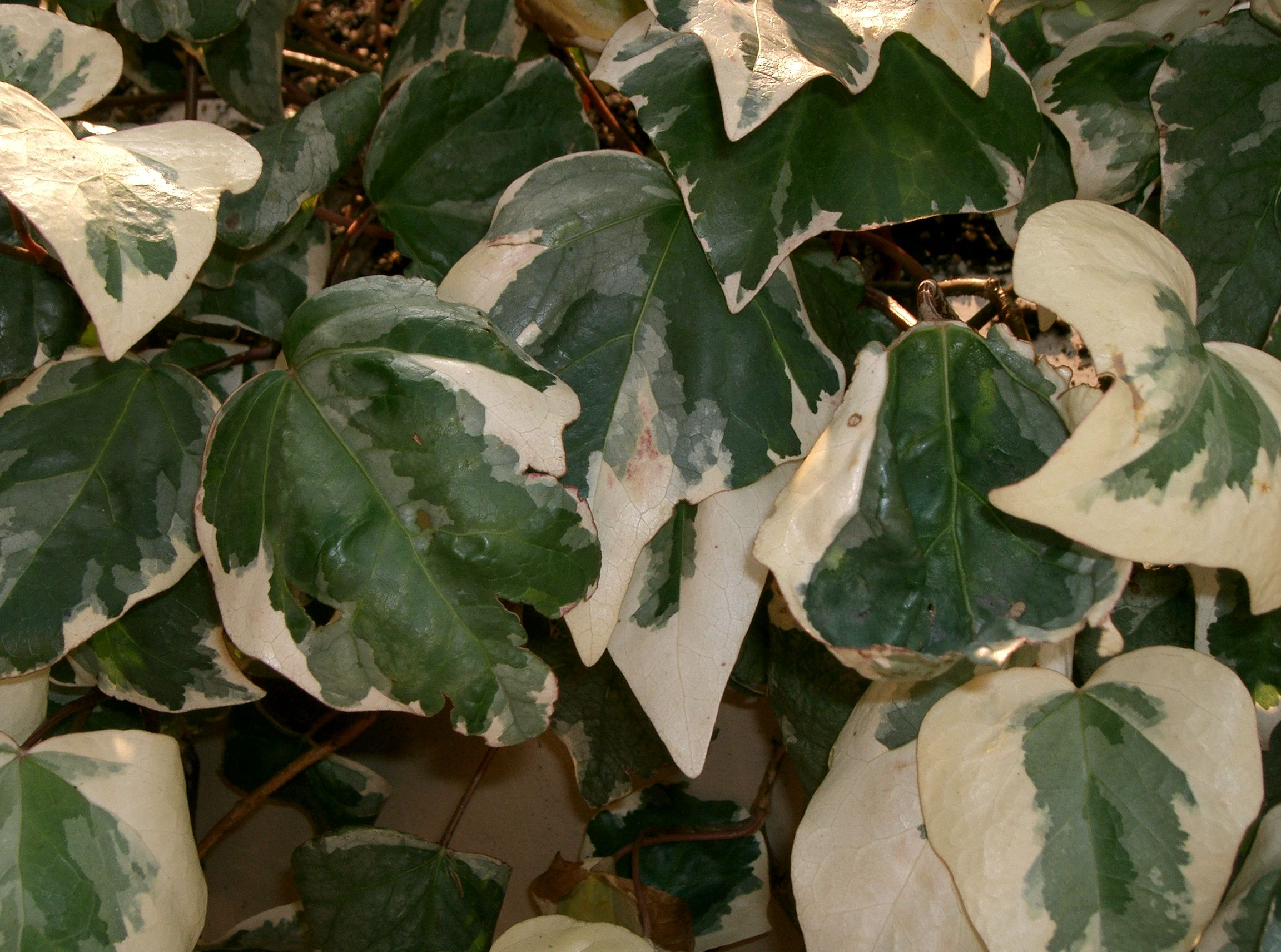
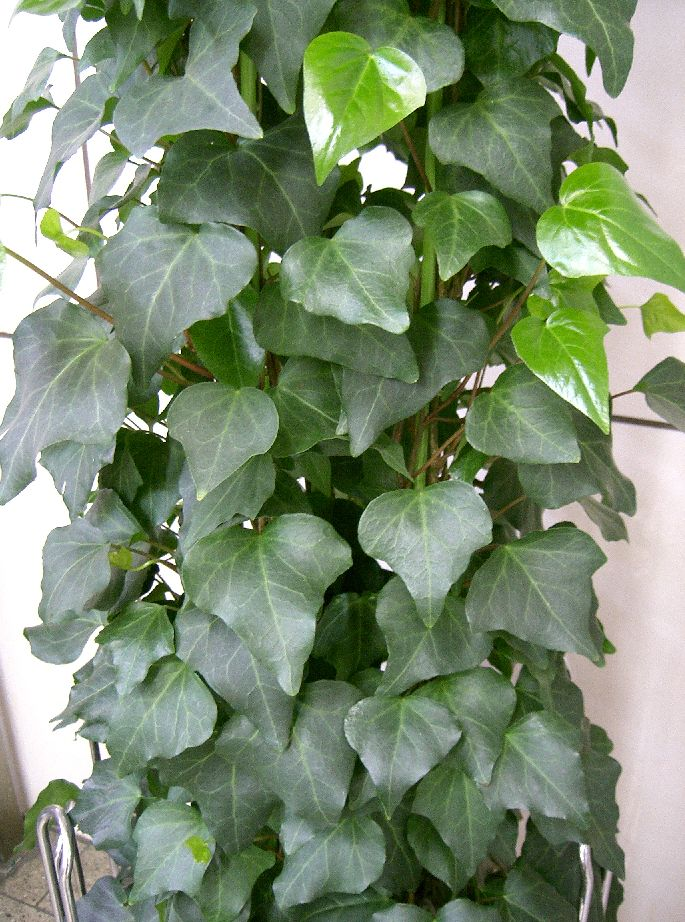
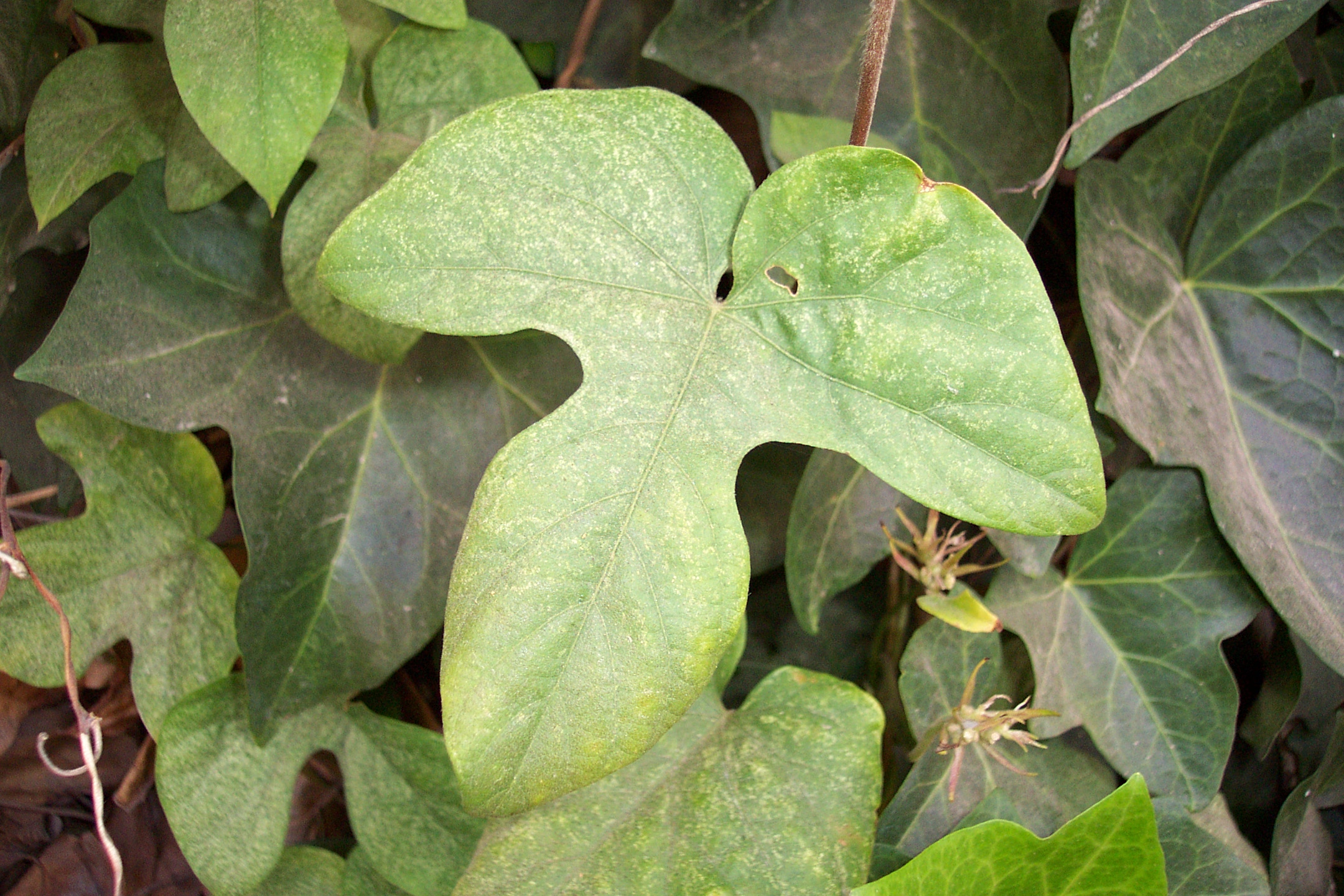
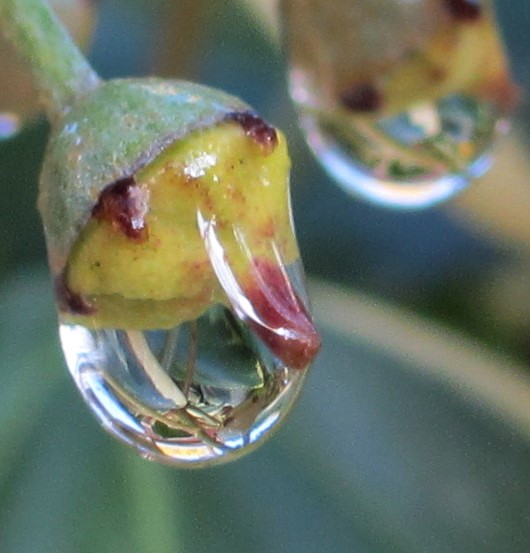